# Kurt R. Keydel
Kurt Rudolf Keydel (* 3. Oktober 1904; † 8. Juni 1990) war ein deutsch-amerikanischer Geschäftsmann und Verleger.

## Werdegang
Keydel entstammte einer in der deutschsprachigen Gemeinschaft in Detroit angesehenen Familie. Er war Präsident der Kay Products Comp. Gemeinsam mit seinem Bruder Oscar rettete er 1938 die in deutscher Sprache erscheinende Tageszeitung Detroiter Abend-Post vor dem finanziellen Ruin und blieb in der Folge lange Jahre ihr Herausgeber.
Er war Vizepräsident des German-American Club und von 1969 bis 1980 Mitglied im Beirat der Wayne State University.

## Ehrungen
- 1958: Verdienstkreuz 1. Klasse der Bundesrepublik Deutschland